# City of Stars
"City of Stars" (tạm dịch là "thành phố của những vì sao") là một bài hát của Ryan Gosling và Emma Stone trong bộ phim La La Land (Những kẻ khờ mộng mơ) (2016). Phần nhạc của "City of Stars" được sáng tác bởi Justin Hurwitz trong khi phần lời được viết bởi  Benj Pasek và Justin Paul. Bài hát đã giành được nhiều giải thưởng, bao gồm cả giải Oscar lần thứ 89 cho ca khúc trong phim hay nhất, Giải quả Cầu Vàng lần thứ 74.

## Bối cảnh
Trong phim, "City of Stars" được hát lần đầu tiên bởi Gosling - trong vai Sebastian khi đang hát và nhảy trên bến tàu Hermosa. Lần thứ hai, bài hát được cất lên bởi Sebastian và Mia (Stone) trước khi Sebastian đi lưu diễn cùng ban nhạc của Keith (John Legend), Mia đã từ bỏ công việc tại quán cà phê và thuê một nhà hát để chuẩn bị cho vở độc diễn của mình.

## Cảm hứng
Justin Hurwitz, người soạn nhạc của bài hát, đã phát biểu:
| “ | Ý tưởng về bài hát lóe lên khi tôi đang chơi piano để chuẩn bị cho buổi diễn của Damien. [...] Tôi đang sáng tác đầy cảm xúc và nghĩ ra âm điệu. Có thể nói rằng âm điệu bài hát rất hứa hẹn, nhưng cũng đầy u sầu. Đó là sự kết hợp của các nốt nhạc như những bước nhảy nhịp nhàng, lúc ít, lúc nhiều, bởi tôi nghĩ sự kết hợp này chính là thể loại phù hợp cho bộ phim: Ban đầu, bạn sẽ có những khoảnh khắc hạnh phúc ở Los Angeles, nhưng về sau những khoảnh khắc ấy lại ít dần đi. Chúng ta thấy điều đó xảy ra trong bộ phim. Tôi đã nghĩ thoáng qua về ý tưởng đó và cố gắng sáng tác những giai điệu tinh tế và tuyệt đẹp. Tôi đoán bài hát có một chút jazz, bởi nó được Sebastian chơi bằng piano | ” |

### Bản Cover
- Trong The X Factor UK, Lloyd Macey đã cover bài hát trong Live Show vào ngày 28/10/2017
- Sheridan Smith đã cover bài hát này trong album đầu tay của cô: Sheridan.
- Anton du Beke và Connie Fisher đã cover bài hát này trong album đầu tay của Anton.
- Gavin James đã cover bài hát này và phát hành bài hát dưới dạng một đĩa đơn.
- Trong Operación Triunfo 2017, Amaia Bernard và Alfred García đã cover bài hát trong Gala 3 ngày 13/11/2017.
- .Tiền Chính Hạo đã cover bài hát trong phần audition ở Idol Producer.
- Trong chương trình Xuân Hạ Thu Đông rồi lại Xuân, Hứa Kim Tuyền và Văn Mai Hương đã cover bài hát trong tập 8 ngày 11/3/2021.

## Giải thưởng
| Giải thưởng                                | Giải thưởng    | Giải thưởng                       | Giải thưởng | Giải thưởng |
| Giải thưởng                                | Ngày trao giải | Hạng mục                          | Kết quả     | Tham khảo   |
| ------------------------------------------ | -------------- | --------------------------------- | ----------- | ----------- |
| Hollywood Music in Media Awards            | 17/11/2016     | Nhạc phim hay nhất                | Đoạt giải   | [ 3 ] [ 4 ] |
| Giải Lựa chọn của Nhà phê bình Điện ảnh    | 11/12/2016     | Bài hát hay nhất                  | Đoạt giải   | [ 5 ]       |
| St. Louis Gateway Film Critics Association | 18/12/2016     | Bài hát hay nhất                  | Đoạt giải   | [ 6 ]       |
| Houston Film Critics Society               | 6/1/2016       | Ca khúc trong phim hay nhất       | Đoạt giải   | [ 7 ] [ 8 ] |
| Giải Quả cầu vàng                          | 8/1/2017       | Ca khúc trong phim hay nhất       | Đoạt giải   | [ 9 ]       |
| Giải Satellite                             | 19/2/2017      | Ca khúc trong phim hay nhất       | Đoạt giải   | [ 10 ]      |
| Giải Oscar                                 | 26/2/2017      | Ca khúc trong phim hay nhất       | Đoạt giải   | [ 11 ]      |
| Giải Grammy                                | 28/1/2018      | Bài hát hay nhất của Visual Media | Đề cử       | [ 12 ]      |